# Harmony (platenlabel)
Harmony was een Italiaans platenlabel dat popmuziek als disco en funk uitbracht. Het werd rond 1975 opgericht door Walter Guertler en was een sublabel van het eveneens door Guertler opgerichte Saar. De eerste single was een plaatje van het orkest van Enrico Simonetti (1975), de eerste lp een album van André Carr (1976). Het label was actief tot ongeveer 1985.
Musici en groepen die op het label uitkwamen waren onder meer Chocolat's, Moby, Patrick Samson, Homo Sapiens, Sugar and Candies en Daniel Sentacruz Ensemble. 